# عمامه
عِمَامَه یا عَمّامِه (برابر پارسی: دَستار) پارچه به نسبت درازی است که روحانیان شیعه به دور سر می‌پیچند. عمامه لباس شاخص روحانیت شیعه است و به دو رنگ سیاه برای سادات و سفید برای غیر سادات به دور سر بسته می‌شود. بر اساس حالت و اندازه عمامه و چگونگی «تا زدن» پارچه عمامه و نوع بستن، آن را به چندین دسته‌ تقسیم می‌کنند. شامل: طبرستانی، قمی، نجفی و عربی. در ماده ۶ آیین‌نامه تلبس طلاب حوزه‌های علمیه آمده: لباس روحانیت عبارت است از عمامه، عبا و قبا، که نشانگر برخورداری از تحصیلات دینی در حوزه‌های علمیه و پایبندی به ارزش‌های اسلامی و آمادگی ایفای نقش در جامعة اسلامی است.